# Pederobba
Pederobba (Pederoba in veneto) è un comune italiano di 7 289 abitanti della provincia di Treviso in Veneto. Si tratta di un comune sparso in quanto sede comunale è la frazione Onigo, pur esistendo una frazione omonima al comune. Il comune inoltre fa parte dell'unione montana Monfenera Piave Cesen.

## Geografia fisica
Pederobba sorge su un'area ritenuta strategica sin dall'epoca antica: sulla riva destra del Piave e ai piedi delle prealpi Bellunesi, mette in comunicazione l'area montana (Feltrino) con la pianura attraverso la SS 348 "Feltrina".
Gli abitati di Pederobba e Curogna si dispongono all'inizio della Valcavasia, su un'area pianeggiante compresa tra i colli Asolani e le prealpi Bellunesi. Onigo, Levada e Covolo si trovano più a sud, su un pianoro che si apre verso Cornuda e Crocetta.
L'altitudine massima è di 780 m s.l.m. e si ravvisa in corrispondenza del Monfenera, estremità orientale del gruppo del Grappa e limite settentrionale del comune. La minima è di 134 m e corrisponde al letto del Piave presso la zona di Covolo.
Oltre al Piave, i corsi d'acqua degni di nota sono il Curogna, che scende dalle prealpi, e la Brentella, canale artificiale realizzato nel 1436 sotto il dominio della Serenissima che, prelevando le acque dal Piave, contribuisce ad irrigare la pianura sottostante, altrimenti arida e sterile.

## Storia
Le testimonianze più antiche del passato di Pederobba sono rappresentate da vari reperti di età romana. Lo stesso toponimo deriverebbe dal latino petra rubra ("pietra rossa"), in riferimento alla caratteristica pietra rossa della località.
Si ritiene che allora questa fosse una zona di transito, visto il passaggio della via Claudia Augusta Altinate, forse coincidente con l'attuale Feltrina, e la posizione a ridosso del Piave.
Tale caratteristica fu mantenuta anche in epoca successiva: la presenza di numerosi luoghi di culto affacciati alla strada fa pensare al passaggio di pellegrini. Attorno al 1000 furono istituite le pievi di Pederobba e Onigo, mentre sarebbero più antiche le chiese di Levada e Curogna, entrambe intitolate a san Michele.
La zona fu legata a lungo agli Onigo, feudatari che risiedevano in un castello presso l'omonima frazione, di cui ancora resta qualche rovina. La zona fu sconvolta così nelle lotte che, durante il XIII secolo, contrapposero a questi gli Ezzelini.
Passata alla Serenissima, si ebbe una certa ripresa economica, con la costruzione di mulini e opifici. Pederobba divenne tra l'altro sede di uno dei più importanti mercati di biade del Cinquecento.
A Venezia successero poi i domini napoleonico e austriaco. L'amministrazione imperiale tentò di dare impulso all'agricoltura locale. Tuttavia tra la popolazione rimasero diffuse fame e povertà e molti furono costretti ad emigrare.
Passata al Regno d'Italia, Pederobba fu devastata durante la grande guerra in quanto, dopo la rotta di Caporetto, si ritrovò in corrispondenza del fronte del Piave e in prossimità di Grappa e Montello. Testimonianza ne sono i vari monumenti sorti nel territorio, tra i quali spicca il Sacrario Francese di Pederobba.
La ripresa del secondo dopoguerra ha reso oggi Pederobba uno dei principali centri artigianali e industriali della pedemontana del Grappa.

### Clima
Il territorio di Pederobba presenta un clima temperato con inverni freddi e umidi, caratterizzati da temperature medie che possono scendere fino a -1 °C nei mesi più rigidi, e estati calde con valori che raggiungono i 27-28 °C a luglio. Le precipitazioni sono distribuite durante tutto l'anno, con una piovosità significativa che contribuisce al mantenimento della vegetazione locale. La presenza del Piave e dei rilievi circostanti influenza il microclima, determinando variazioni locali nelle condizioni meteorologiche. Le nevicate sono generalmente sporadiche e di breve durata, con accumuli variabili a seconda dell'altitudine e dell'andamento stagionale.

### Simboli
Lo stemma è stato concesso con regio decreto del 27 aprile 1913.
(D.R. 27 aprile 1913)
Il gonfalone è un drappo di azzurro.

## Monumenti e luoghi d'interesse

### Cimitero militare francese
Lungo la Strada Statale SS 348 che porta da Treviso a Feltre è possibile ammirare l'unico sacrario francese risalente alla Grande Guerra. A Pederobba furono raccolti i resti mortali di 1 000 soldati francesi che prima erano stati sepolti in diversi piccoli cimiteri di guerra. Il cimitero militare francese di Pederobba fu inaugurato nel giugno del 1937, contemporaneamente a quello italiano di Bligny, dove riposano circa 3 453 soldati italiani caduti in Francia.

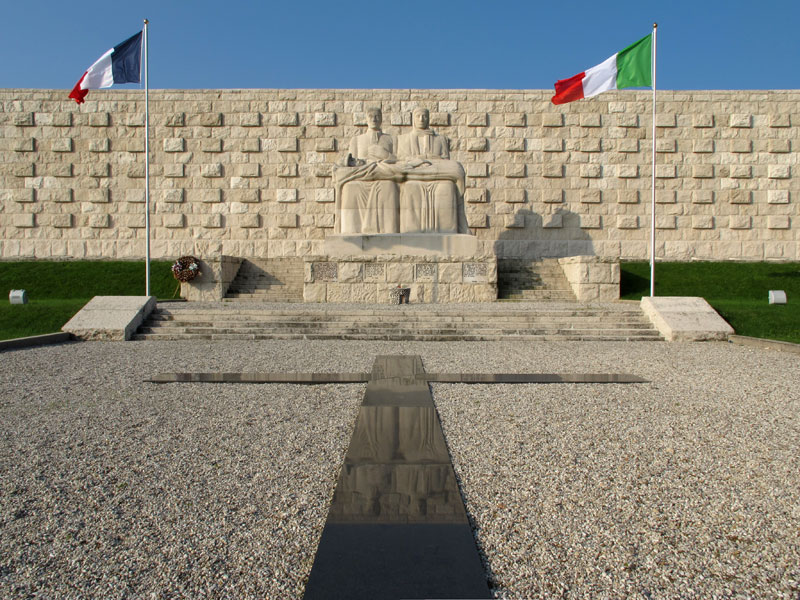
Ossario francese e la statua antistante

L'architetto francese Camille Montagne ideò una gigantesca muraglia per simboleggiare l'avanzata nemica arrestata con il sacrificio di questi soldati. All'interno della parete si trovano i loculi dove riposano circa mille soldati transalpini, giunti nell'aprile del 1918 e caduti nella battaglia del Solstizio e nella Battaglia Finale. Ai piedi di questo grande muro si possono leggere in ordine alfabetico i loro nomi (solamente 12 corpi sono rimasti ignoti). Il complesso monumentale è completato dal gigantesco gruppo di statue in primo piano che rappresentano la Madre Italia e la Madre Francia, unite nel dolore, mentre sorreggono sulle ginocchia il loro figlio morto.

### Villa Conti d'Onigo
Costruita tra il XVII e il XVIII secolo, la villa rappresenta un esempio significativo di architettura veneta dell'epoca. Originariamente concepita come residenza di campagna della famiglia Conti d'Onigo, la struttura si distingue per la sua eleganza e per il vasto parco retrostante, che ospita la tomba di Teodolinda d'Onigo. Gli interni riflettono l'eleganza architettonica del XVIII secolo, con ampi saloni decorati e dettagli storici ben conservati. Nel corso dei secoli, la villa ha mantenuto il suo ruolo di riferimento per la comunità e oggi accoglie la sede degli Alpini di Pederobba.

### Chiesa dei Santi Pietro e Paolo

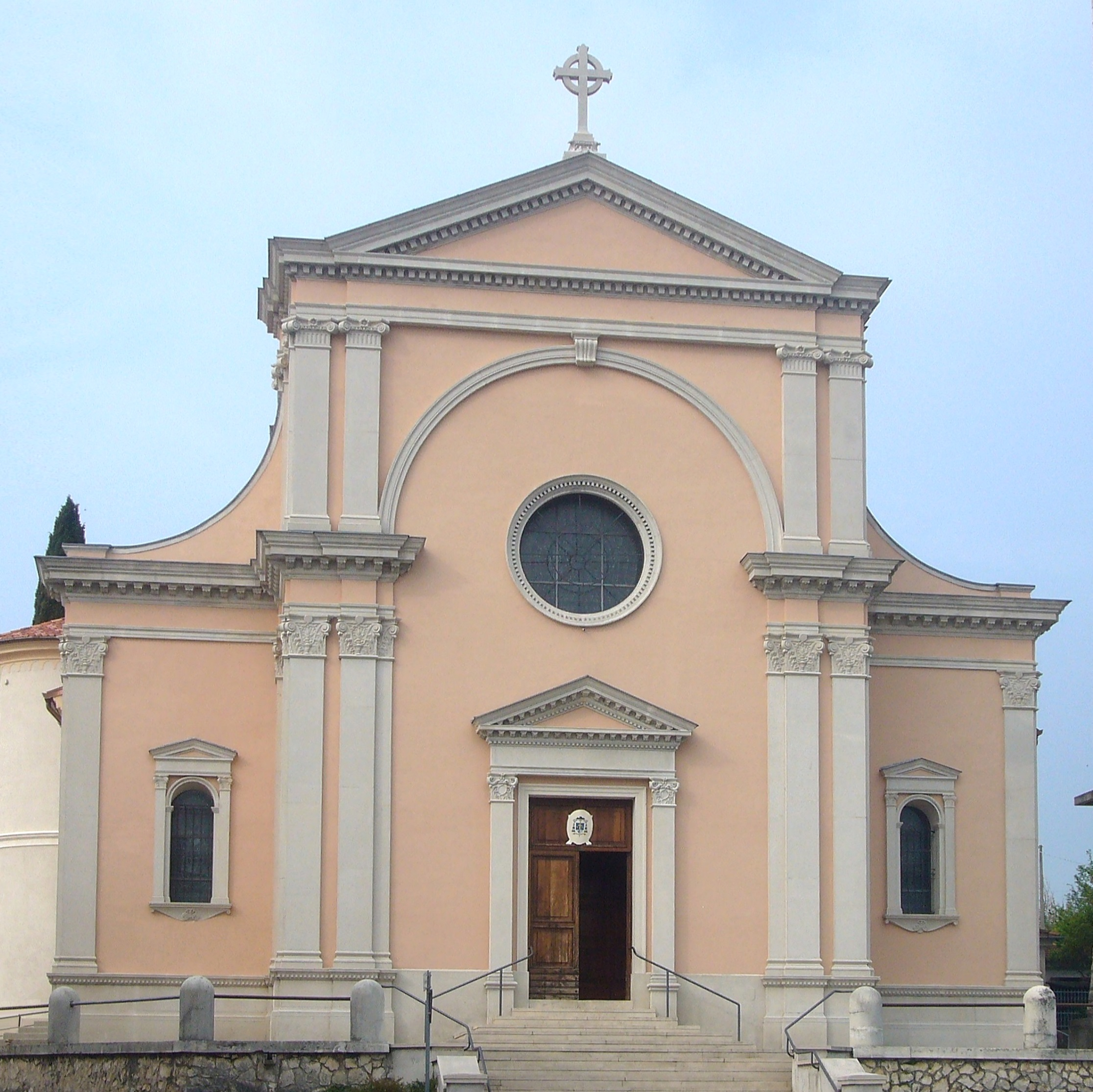
La Chiesa dei Santi Pietro e Paolo

La Chiesa dei Santi Pietro e Paolo è la parrocchiale di Pederobba, situata in piazza IV Novembre. L'edificio, appartenente alla Diocesi di Treviso, ha origini antiche, con la prima citazione risalente al 1152, quando venne menzionata in un elenco di chiese sottoposte al vescovo di Treviso. Nel corso dei secoli, la chiesa ha subito numerosi interventi di ristrutturazione. Nel XIX secolo, presentava una navata unica con abside semiesagonale e un campanile sul lato meridionale. Tra il 1910 e il 1933, venne completamente rinnovata, con l'aggiunta delle navate laterali e la costruzione di un nuovo campanile. La facciata, recentemente restaurata, presenta un portale timpanato e un rosone centrale. L'interno, suddiviso in tre navate, ospita opere di pregio, tra cui una pala del XVI secolo attribuita a Jacopo da Bassano, statue marmoree dei santi Pietro e Paolo e un altare seicentesco realizzato da Giacomo Piazzetta. 

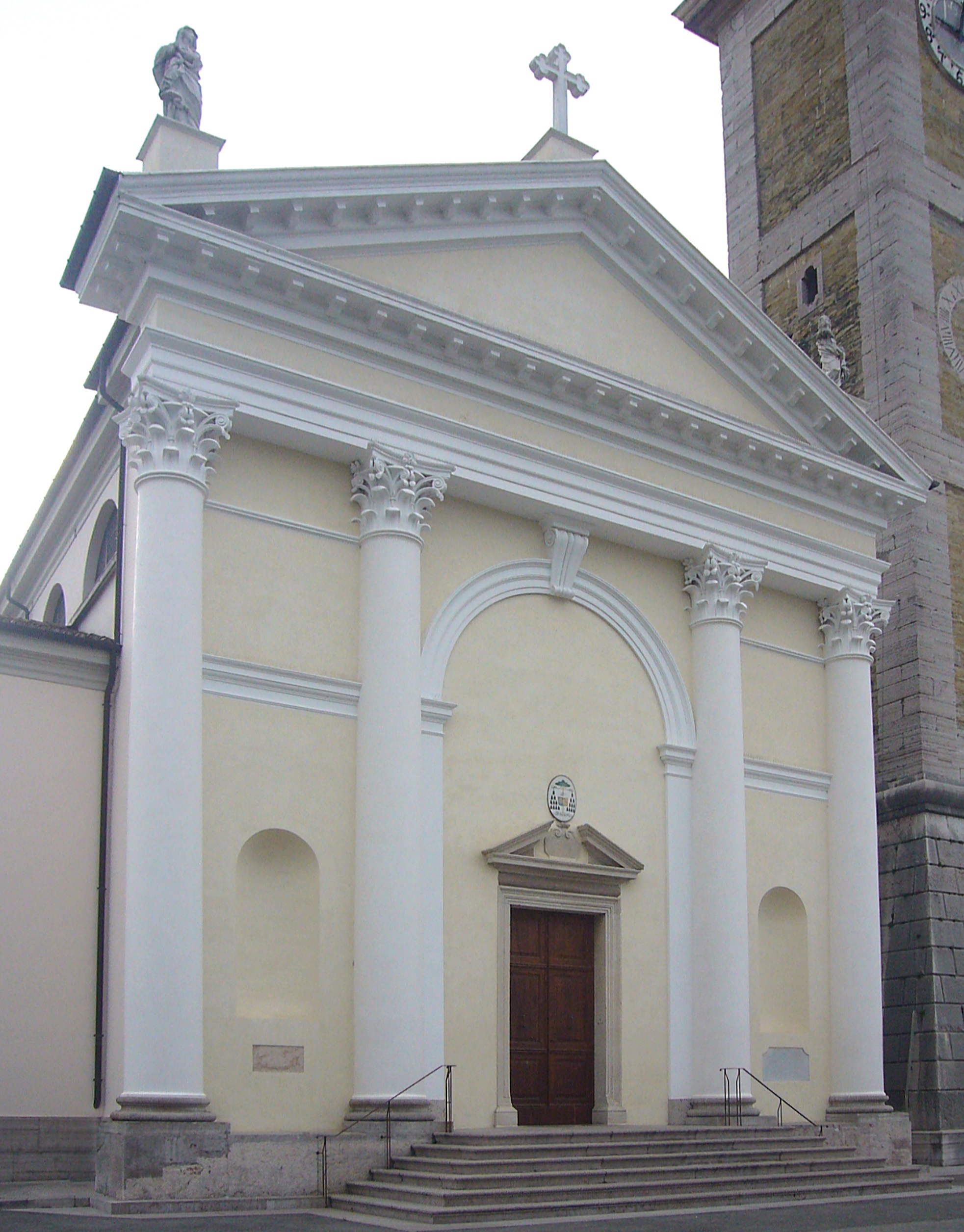
La chiesa parrocchiale di Onigo, frazione di Pederobba

### Chiesa di Santa Maria e San Zenone
La chiesa è situata presso la frazione di Onigo. La sua origine risale al 1756, ma l'attuale conformazione è frutto di una ricostruzione avvenuta dopo la Prima Guerra Mondiale, a seguito dei danni subiti durante il conflitto. La chiesa presenta una pianta rettangolare con tre navate, delimitate da colonne con capitelli in stile corinzio. La facciata, scandita da quattro colone corinzie su un basamento in pietra di Castellavazzo, è sormontata da un timpano triangolare decorato con una croce centrale e due statue laterali. All'interno, la chiesa conserva opere di pregio, tra cui un affresco raffigurante Gesù, un dipinto con lo stemma della famiglia Onigo, e una statua lignea della Madonna del Rosario, attribuita ad Andrea Brustolon. Accanto al tabernacolo si trovano due statue in legno raffiguranti San Zenone e Sant’Antonio. Durante il XIX secolo, l'edificio fu oggetto di interventi curati dall'architetto Giuseppe Segusini, che contribuì alla sua trasformazione architettonica.

### Oasi LIPU Garzaia di Pederobba
In prossimità del Fiume Piave, l'Oasi ricade nel territorio comunale di Pederobba appena dopo il paese, in direzione Feltre. è un'area di protezione faunistica che si estende su 163 ettari, con una zona centrale di 6 ettari dedicata alla nidificazione degli aironi. L'ambiente è caratterizzato da boschi ripariali, distese di ghiaia e vegetazione erbacea, tipica delle zone a magredo. Tra le specie presenti si trovano aironi cenerini, garzette, nitticore e tarabusini. L'oasi è circondata da due corsi d'acqua: il Piave, a carattere torrentizio, e le risorgive delle fontane di San Giacomo, a scorrimento lento.

### Villa Bellati
La prima immagine della costruzione risale al 1671, quando un documento riporta l'atto di acquisto di una porzione di beni comunali da parte di Agostino Bellatto: quello che sarà poi il corpo centrale della villa presenta ancora una facciata su tre piani dal classico impianto tripartito delle aperture. Oggi la villa ospita un ristorante.

## Società

### Evoluzione demografica
Abitanti censiti

### Etnie e minoranze straniere
Al 31 dicembre 2023 gli stranieri residenti nel comune erano 857, ovvero il 11,7% della popolazione. Di seguito sono riportati i gruppi più consistenti:
1. Marocco 203
2. Cina 197
3. Romania 135
4. Albania 55
5. Macedonia del Nord 49
6. Brasile 30
7. Ucraina 29

## Cultura

### Eventi
Dal 1970, per tutti i week-end del mese di ottobre si svolge la manifestazione "Mostra-Mercato Marroni del Monfenera", prodotto tipico della zona a cui è stato riconosciuto il marchio I.G.P. Grazie a questo prodotto, il comune di Pederobba era presente nel padiglione Italia per tutta la durata dell'esposizione internazionale Expo Milano 2015.
Altra manifestazione importante la Festa del Fagiolo Borlotto Nano Levada a Covolo di Piave le prime tre domeniche di settembre.
Molto importante è anche la sagra di San Michele che si tiene annualmente nella settimana antistante il 29 settembre, giorno di San Michele, presso la frazione di Levada.

## Geografia antropica

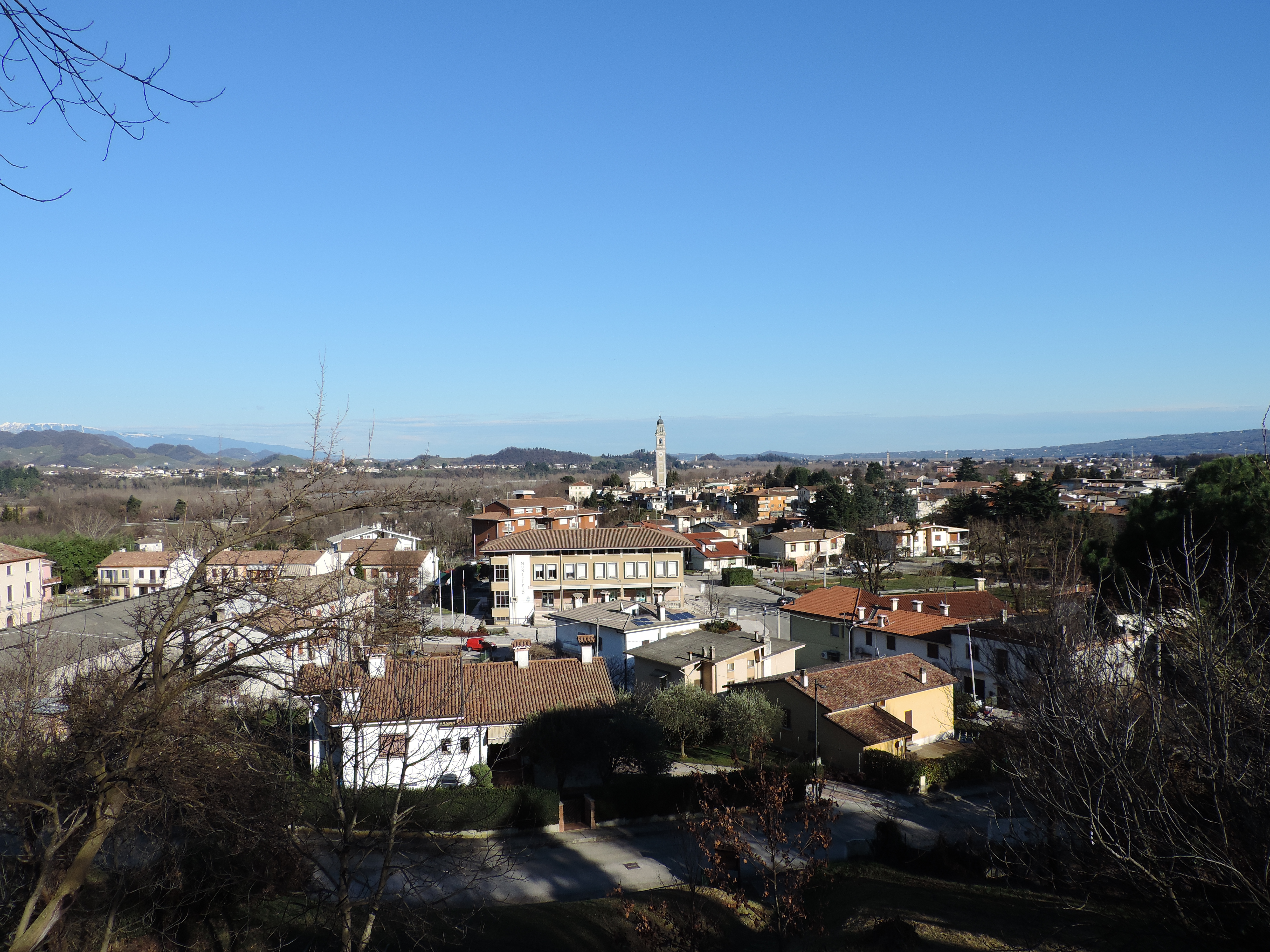
La frazione di Onigo.

Il comune di Pederobba è suddiviso in diverse frazioni e località. Le principali frazioni sono Covolo, Onigo e Levada mentre tra le località si annoverano Curogna e Costa Alta. 
- Onigo; sede comunale di Pederobba, è una frazione di grande rilevanza storica. Qui sorge la Chiesa di Santa Maria e San Zenone, risalente al XVIII secolo e ricostruita dopo la Prima Guerra Mondiale. Onigo è anche nota per le rovine del Castello degli Onigo, antica dimora della famiglia feudale omonima.
- Covolo; situata lungo il Piave, Covolo è caratterizzata da un paesaggio fluviale suggestivo. Tra i punti di interesse vi è la Brentella, un canale artificiale costruito nel XV secolo sotto la Serenissima per l'irrigazione della pianura.Veduta del fiume Piave e del Monte Tomatico a Pederobba.

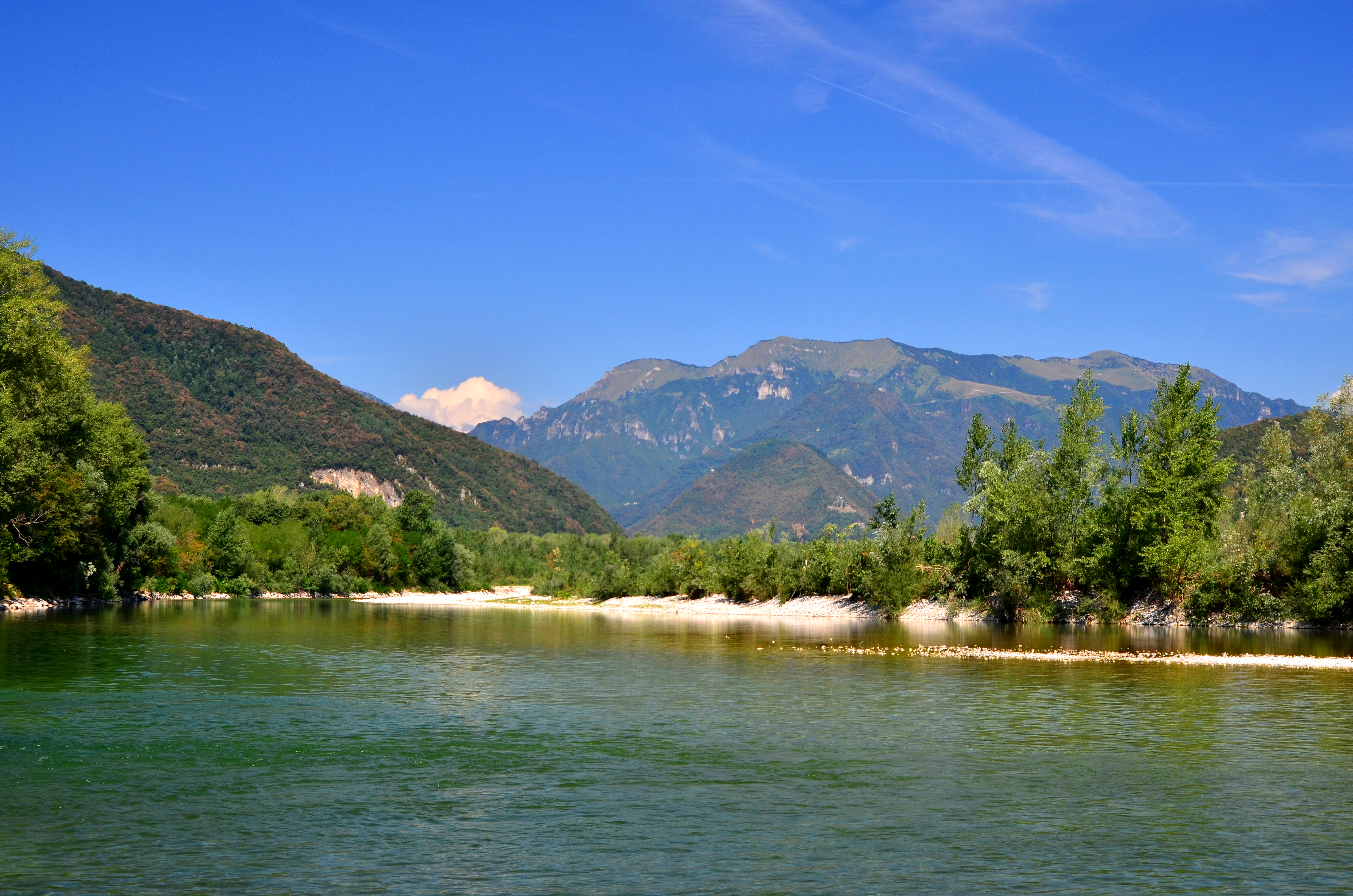
Veduta del fiume Piave e del Monte Tomatico a Pederobba.

- Levada; frazione nota per la sua Chiesa di San Michele, una delle più antiche del territorio, e per la Festa del Fagiolo Borlotto Nano, che si tiene ogni anno a settembre.
- Curogna; situata all'inizio della Valcavasia, è nota per il Sentiero della Garzaia, un percorso naturalistico lungo il Piave.
- Costa alta; località collinare - montana con scarsità di abitanti. Si erge sulle Prealpi trevigiane - bellunesi e sulla pianura trevigiana.

## Economia
L'economia locale non ha abbandonato l’agricoltura: si coltivano cereali, ortaggi, foraggi, viti e frutteti. È praticato anche l’allevamento, soprattutto di bovini e avicoli. Il settore industriale si articola nei seguenti comparti: tessile, dell’abbigliamento, metallurgico, meccanico ed edile. Prodotti tipici della gastronomia locale sono: la frittata alle erbe, la soppressa (insaccato), la polenta con osei, i marroni del Monfenera.

## Infrastrutture e trasporti
Attraverso il comune di Pederobba passa la SR 348 "Feltrina" che collega Treviso a Feltre. All'altezza di Pederobba dalla Feltrina si dirama la strada "Valcavasia" che collega il paese a Possagno, Borso del Grappa e infine a Bassano del Grappa.
Pederobba è collegata al centro di Montebelluna dalla linea di autobus Montebelluna-Pederobba-Segusino-Valdobbiadene gestita da Mobilità di Marca.
All'interno dell'area comunale è presente lungo la linea Padova-Calalzo la stazione di Pederobba situata nei pressi del capoluogo, che la collega a Montebelluna e Feltre. La stazione di Levada, ubicata nell'omonima frazione è stata una fermata ferroviaria.

## Amministrazione

### Gemellaggi
- Hettange-Grande, dal 1982
- Jacutinga, dal 2008